# 노던 리그 (뉴질랜드)
노던 리그(영어: Northern League)는 뉴질랜드의 세미프로 축구 대회이자 동계 시즌의 상위권 대회로 서던 리그, 센트럴리그와 함께 뉴질랜드의 2부 리그로 운영되고 있다.
노던 리그에는 노스랜드, 오클랜드, 와이카토, 베이오브플렌티 지역의 북섬 북부에 위치한 축구 클럽이 참여한다. 이 대회는 뉴질랜드 축구 리그 시스템이 개편되는 2021년까지 NRFL 프리미어라는 이름으로 불렸다. 클럽은 매 시즌마다 뉴질랜드 내셔널리그에 진출하기 위해 경쟁한다.